# Haderonia subviolacea
Haderonia subviolacea är en fjärilsart som beskrevs av John Henry Leech 1900. Haderonia subviolacea ingår i släktet Haderonia och familjen nattflyn. Inga underarter finns listade i Catalogue of Life.